# 2988 Korhonen
2988 Korhonen este un asteroid din centura principală, descoperit pe 1 martie 1943 de Liisi Oterma.